# 钢铁苍穹2：即临种族
《钢铁苍穹2：即临种族》（英語：Iron Sky: The Coming Race）是一部2019年芬蘭和德國合拍的科幻動作片，由蒂莫·沃伦索拉執導，為2012年電影《钢铁苍穹》的續集，其資金是透過Indiegogo來群眾募資所取得。故事內容（和標題）靈感取自維里爾陰謀論。該片於2019年1月16日在芬蘭上映。

## 演員
- 拉拉·羅西（英语：Lara Rossi） 飾 歐比納尤·「歐比」·華盛頓
- 弗拉基米爾·布拉柯夫（英语：Vladimir Burlakov） 飾 薩沙
- Kit Dale 飾 麥爾坎
- 茱莉亞·迭澤 飾 瑞娜特·里克特
- 史蒂芬妮·保羅（英语：Stephanie Paul） 飾 美國總統（諷刺莎拉·裴琳），祕密身份為維里爾
- 湯姆·格林 飾 唐納
- 乌多·基尔 飾 沃夫甘·克洛茲弗里希／維里爾阿道夫·希特勒

## 發行
《钢铁苍穹2：即临种族》最初定於2018年2月14日在芬蘭上映，後改為2018年8月22日。但據芬蘭媒體的報導，2018年8月22日的上映日已被取消。2019年1月16日，該片在芬蘭赫尔辛基的粉絲會作全球首映。